# لورينزو راموس
لورينزو راموس (بالإنجليزية: Lorenzo Ramos)‏ (29 يناير 1997 في الولايات المتحدة - ) هو لاعب كرة قدم أمريكي في مركز الوسط. لعب مع تاكوما ديفنس.

## وصلات خارجية
- لورينزو راموس على موقع قاعدة بيانات كرة القدم.إي يو (الإنجليزية)
- لورينزو راموس على موقع Soccerway.com (الإنجليزية)

[[تصنيف::أشخاص من مقاطعة بيرسي (واشنطن)]]